# Norge (luchtschip)

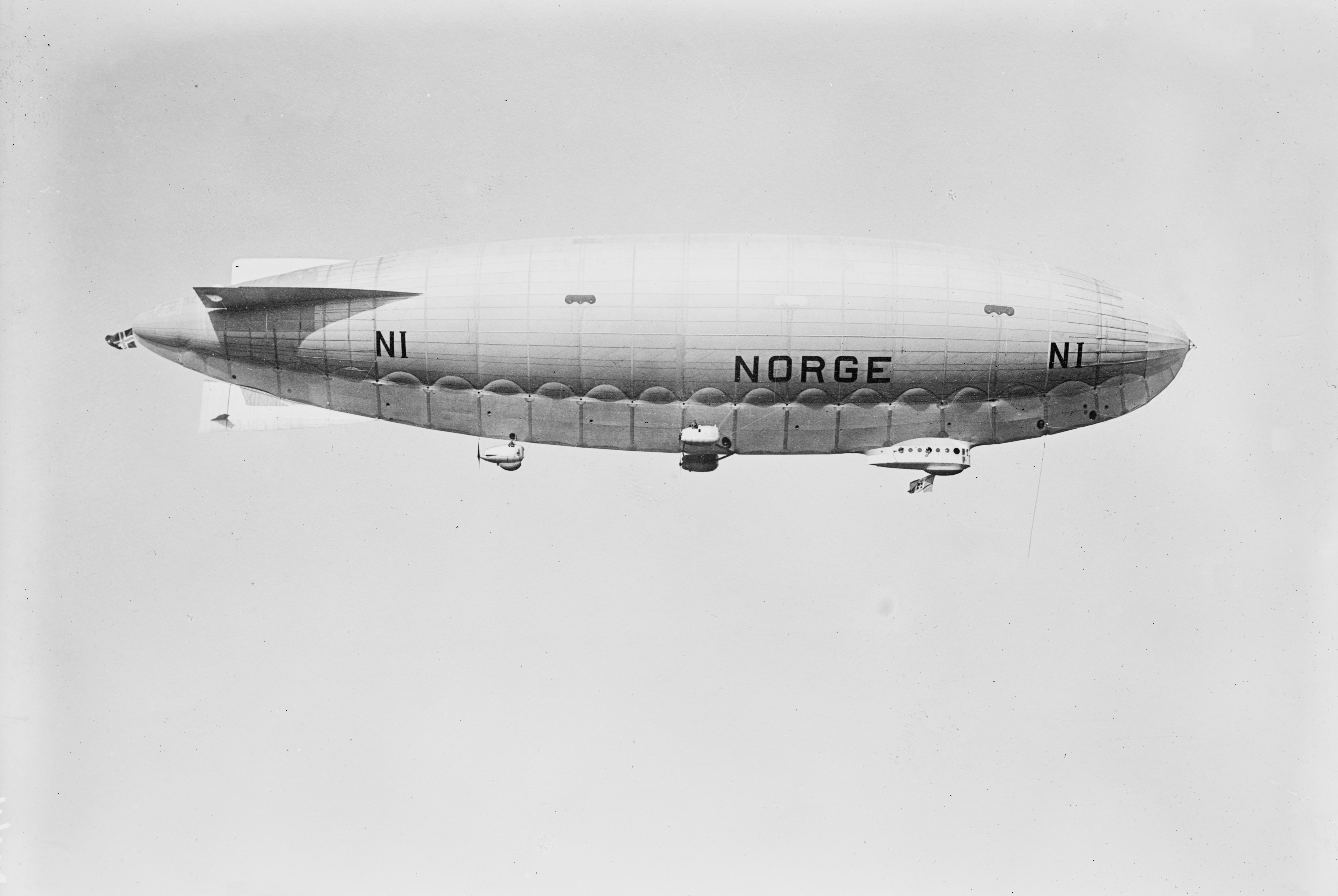
De N1 Norge

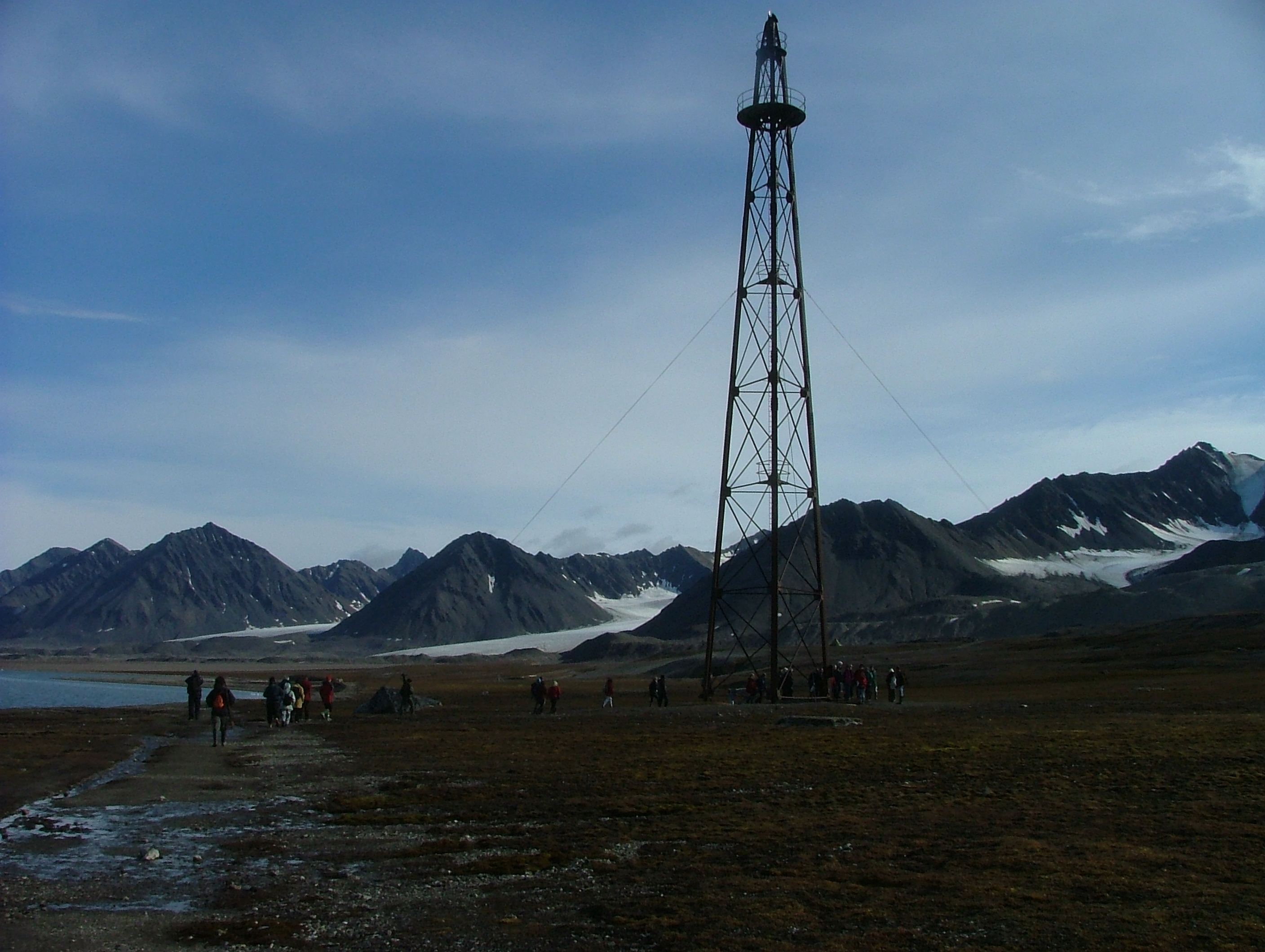
Ankertoren voor de Norge in Ny-Ålesund op Spitsbergen

De N1 Norge was een halfstar luchtschip met een lengte van 106 meter. Het schip had een diameter van 19,5 m en een volume van 19.000 m³.  Het schip had drie Maybach-motoren van elk 245 pk. Hiermee kon een maximumsnelheid van 113 km/h gehaald worden.
Roald Amundsen, Lincoln Ellsworth en Umberto Nobile vertrokken op 11 mei 1926 met de Norge vanuit het dorp Ny-Ålesund op Spitsbergen naar de Noordpool. In Ny-Ålesund is nog steeds de ankertoren te zien waaraan het luchtschip vóór vertrek afgemeerd lag. De tocht was succesvol: op 12 mei bereikten ze de pool, waar een Italiaanse, Noorse en Amerikaanse vlag werden neergelaten. Twee dagen later landde het luchtschip bij Teller in Alaska. Aangezien aan het succes van eerdere claims wordt getwijfeld, zijn Amundsen, Ellsworth en Nobile mogelijk (zonder het ooit te hebben geweten) de eersten die daadwerkelijk de Noordpool hebben bereikt.
Twee jaar later reisde Nobile opnieuw naar de Noordpool, nu met het luchtschip Italia. Deze reis verliep echter zeer noodlottig.